# Oosthoek van Putten
Het waterschap Oosthoek van Putten was een waterschap in de gemeente Nissewaard (voorheen Hekelingen en daarna Spijkenisse) in de Nederlandse provincie Zuid-Holland. Het waterschap was in 1917 opgericht onder de naam De Gemeenschappelijke bemaling van de polders De Oude en Nieuwe Uitslag van Putten en Oud-Hongerland en in 1953 hernoemd. Het waterschap was verantwoordelijk voor de bemaling van de genoemde polders.